# Kabinett Hans Brunhart I
Das Kabinett Hans Brunhart I war von 26. April 1978 bis Frühjahr 1982 die 13. amtierende Regierung des Fürstentums Liechtenstein unter Vorsitz von Hans Brunhart (VU) in seiner ersten Amtszeit als Regierungschef.
Nach der Landtagswahl am 3. Februar 1978 bildeten die Vaterländische Union (VU) und die Fortschrittliche Bürgerpartei (FBP) eine Koalitionsregierung, die im Landtag des Fürstentums Liechtenstein zusammen alle 15 Sitze einnahm.
Während der Amtszeit des Kabinetts wurde Liechtenstein 1978 Mitglied des Europarats und im gleichen Jahr wurde der Postvertrag mit der Schweiz neu gefasst (in Kraft getreten am 1. Januar 1979). Außerdem wurden federführend von Regierungschef-Stellvertreter Walter Kieber 1980 die Verhandlungen mit der Schweiz über einen Währungsvertrag und eine Reform des Gesellschaftsrechts abgeschlossen.
Für nach dem 18. März 1965 gebildete Regierungen gilt gemäß Artikel 79 der Verfassung des Fürstentums Liechtenstein, dass sie stets fünfköpfige Kollegialregierungen sind, bestehend aus einem Regierungschef als primus inter pares und vier Regierungsräten, von denen einer zum Regierungschef-Stellvertreter bestimmt wird. Aus jedem der beiden Landschaften Oberland und Unterland müssen wenigstens zwei Regierungsmitglieder kommen. Ernannt und entlassen werden sie vom Landesfürsten, die reguläre Amtsperiode beträgt vier Jahre.

## Kabinettsmitglieder
|                               | Bild                                        | Name            | Amtszeit                       | Landschaft | Ressort                                                                                          |
| Regierungschef                |                                             |                 |                                |            |                                                                                                  |
|                               | Regierungschef Hans Brunhart                | Hans Brunhart   | 26. April 1978 – 7. April 1982 | Oberland   | - Präsidium - Äusseres, ab 1. Juli 1980 - Inneres - Kultur - Bildungswesen - Finanzen - Bauwesen |
| Regierungschef-Stellvertreter |                                             |                 |                                |            |                                                                                                  |
|                               | Regierungschef-Stellvertreter Walter Kieber | Walter Kieber   | 26. April 1978 – 30. Juni 1980 | Oberland   | - Äusseres - Jugend und Sport - Wirtschaft - Verkehr - Justiz                                    |
|                               | Regierungschef-Stellvertreter Hilmar Ospelt | Hilmar Ospelt   | 1. Juli 1980 – 7. April 1982   | Oberland   | - Jugend und Sport - Wirtschaft - Verkehr - Justiz                                               |
| Regierungsräte                |                                             |                 |                                |            |                                                                                                  |
|                               | Regierungsrat Egmond Frommelt               | Egmond Frommelt | 26. April 1978 – 7. April 1982 | Oberland   | - Sozialwesen                                                                                    |
|                               | Regierungsrat Walter Oehry                  | Walter Oehry    | 26. April 1978 – 7. April 1982 | Unterland  | - Land- und Forstwirtschaft                                                                      |
|                               | Regierungsrat Anton Gerner                  | Anton Gerner    | 26. April 1978 – 7. April 1982 | Unterland  | - Gesundheitswesen                                                                               |